# Comuna Mîkolaiivka, Kozeatîn
Mîkolaiivka (în ucraineană Миколаївка) este o comună în raionul Kozeatîn, regiunea Vinnița, Ucraina, formată din satele Lopatîn, Mîkolaiivka (reședința) și Velîkîi Step.

## Demografie
Componența lingvistică a satului Mîkolaiivka
     Ucraineană (93,09%)
     Rusă (1,09%)
Conform recensământului din 2001, majoritatea populației satului Mîkolaiivka era vorbitoare de ucraineană (93,09%), existând în minoritate și vorbitori de rusă (1,09%).